# Famille Barkóczy
La famille Barkóczy de Szala et Tavarna (en hongrois : szalai és tavarnai Barkóczy család) est une ancienne famille de la noblesse hongroise.

## Origines
La famille est originaire des comtés de Vas et Zala. Elle tire son nom de son fief historique de Barkóc, aujourd'hui composante de la municipalité de Murska Sobota.
Le premier membre connu de la famille est Tamás Barkóczy, envoyé en 1547 par le prélat et régent de Transylvanie Giorgio Martinuzzi pour protéger le château de Csanád. Fidèle du roi Ferdinand Ier, László Barkóczy reçoit en 1569 de Maximilien les villages de Kis-Ujlak, Káros et Csörgő.

## Membres notables
- László Barkóczy (1601–1659), alispán de Zemplén, il est titré baron par Ferdinand III en 1631. Il combat les Suédois comme colonel de cavalerie hongroise (1642). Il fut par la suite főispán de Bereg (1653-1659).
- Le baron István Barkóczy, capitaine de Ónod (1663), il bat par deux fois les turcs. Il participe en 1669 à la conspiration Zrinski mais est gracié l'année suivante.
- Le baron puis comte Ferenc Barkóczy (hu) (ca. 1627–1709), général kuruc, főispán héréditaire (Örökös főispán) de Zemplén (1684), il est titré comte en 1687.
- Le baron puis comte Ferenc Barkóczy (hu) († ca 1726) , colonel kuruc, főispán de Zemplén. Fils du précédent.
- Ferenc Barkóczy, alispán de Zemplén (1625-1640) puis capitaine de Ónod.
- Zsigmond Barkóczy, petit-fils du précédent, il est titré baron par Charles III de Hongrie en 1721.
- Le comte Ferenc Barkóczy (hu) (1710-1765), philosophe, primat de Hongrie comme archevêque d'Esztergom, conseiller du roi, Grand-croix de l'Ordre de Saint-Étienne de Hongrie.
- Le baron László Barkóczy (hu) (1791-1847), chanoine d'Eger, archidiacre de Pankota, curé d’Ábrahámhegy puis évêque de Székesfehérvár.
- Imre Barkóczy, général Impérial et Royal, főispán de Máramaros et conseiller privé.
- Le baron Sándor Barkóczy (hu) (1857-1925), conseiller ministériel, chambellan Impérial et Royal.
- Le baron János Barkóczy (1807–1872), grand-maître d'hôtel du roi (királyi főudvarmester). Sa fille Ilona est à l'origine de la famille Hadik-Barkóczy par son mariage avec le comte Béla Hadik (1822-1885).